# 宗野創
宗野 創（そうの はじめ、1993年〈平成5年〉1月5日 - ）は、日本の政治家。立憲民主党所属の衆議院議員（1期）。

## 来歴
神奈川県横浜市保土ケ谷区生まれ。
桐蔭学園高等学校を経て、早稲田大学政治経済学部卒業。
卒業後は三井住友銀行に入行し、中小企業融資や個人の資産管理業務を担当していた。
2020年に松下政経塾に入塾し第41期生となる。
2024年に卒塾し、同年1月16日には立憲民主党から神奈川18区の総支部長として公認内定。
同年10月27日の第50回衆議院議員総選挙では、得票率30.72%ながら、国民民主党新人の西岡義高、自由民主党現職の山際大志郎を破り小選挙区で初当選（西岡、山際は比例復活）。

## 人物
共働きの両親の下に育ち、祖父母の介護を経験している。
2021年からサンデー毎日でコラム「プロがこっそり教える　読んでトクする社会保障」を担当していた。
防災士資格を取得している。一般社団法人リトルハブホーム事務局長。

## 選挙
| 当落 | 選挙                   | 執行日         | 年齢 | 選挙区         | 政党       | 得票数    | 得票率 | 定数 | 得票順位 /候補者数 | 政党内比例順位 /政党当選者数 |
| ---- | ---------------------- | -------------- | ---- | -------------- | ---------- | --------- | ------ | ---- | ------------------ | ---------------------------- |
| 当   | 第50回衆議院議員総選挙 | 2024年10月27日 | 31   | 神奈川県第18区 | 立憲民主党 | 6万8632票 | 30.72% | 1    | 1/5                | /                            |